# Vraneševići
Vraneševići (cyr. Вранешевићи) – wieś w Bośni i Hercegowinie, w Republice Serbskiej, w gminie Bratunac. W 2013 roku liczyła 96 mieszkańców.